# White Russian (higo)
White Russian es un cultivar de higuera de tipo higo común Ficus carica autofértil, unífera es decir con una sola cosecha por temporada los higos de verano-otoño, de higos con epidermis con color de fondo amarillo verdoso y sobre color ausente. Se localiza en la colección de Todd Kennedy's collection y el National Californian Germplasm Repository - Davis en California.

## Sinonimia
- „DFIC 302“ [5][6]

## Historia
La variedad 'White Russian' fue localizada por Todd Kennedy y recolectada en la residencia de la familia Harrison en Healdsburg, CA California.
Esta variedad de higuera está cultivada en el NCGR, Davis (National Californian Germplasm Repository - Davis) con el número 'DFIC 302' desde el 09-Mar-2006, en que ingresó en el repositorio como un donativo de la Todd Kennedy's collection.

## Características
La higuera 'White Russian' es un árbol de tamaño mediano, con un porte semierecto, no muy vigoroso, muy fértil, hojas de 3 y de 5 lóbulos que son las mayoritarias; latatas con los márgenes crenados. Es una variedad unífera de tipo higo común, de producción abundante de higos, siendo los primeros más grandes y los siguientes más pequeños.
Los higos son grandes de unos 50 gramos, de forma esferoidal turbinado, con o sin cuello corto; su epidermis con color de fondo amarillo verdoso y sobre color ausente. Se parece mucho a 'White Marseille', pero se dice que tiene un mejor sabor (posiblemente una mutación de yema).

## El cultivo de la higuera
Los higos 'White Russian' son aptos para la siembra con protección en USDA Hardiness Zones 7 a más cálida, su USDA Hardiness Zones óptima es de la 8 a la 10. Producirá mucha fruta durante la temporada de crecimiento. El fruto de este cultivar es de tamaño mediano a pequeño y rico en aromas.
Se cultiva en California, Estados Unidos puede consumirse tanto en higo fresco y como en seco.